# Lanesborough (Massachusetts)
Lanesborough és una població dels Estats Units a l'estat de Massachusetts. Segons el cens del 2000 tenia 2.990 habitants.

## Demografia
Segons el cens del 2000, Lanesborough tenia 2.990 habitants, 1.203 habitatges, i 839 famílies. La densitat de població era de 39,8 habitants/km².
Dels 1.203 habitatges en un 32,8% hi vivien nens de menys de 18 anys, en un 56,4% hi vivien parelles casades, en un 9,5% dones solteres, i en un 30,2% no eren unitats familiars. En el 23,9% dels habitatges hi vivien persones soles el 9,1% de les quals corresponia a persones de 65 anys o més que vivien soles. El nombre mitjà de persones vivint en cada habitatge era de 2,48 i el nombre mitjà de persones que vivien en cada família era de 2,95.
Per edats la població es repartia de la següent manera: un 23,9% tenia menys de 18 anys, un 6% entre 18 i 24, un 29,4% entre 25 i 44, un 27,7% de 45 a 60 i un 13% 65 anys o més.
L'edat mediana era de 40 anys. Per cada 100 dones de 18 o més anys hi havia 95 homes.
La renda mediana per habitatge era de 46.496 $ i la renda mediana per família de 51.887$. Els homes tenien una renda mediana de 37.672 $ mentre que les dones 24.583$. La renda per capita de la població era de 21.106$. Entorn del 3,7% de les famílies i el 5,7% de la població estaven per davall del llindar de pobresa.